# Buellia reagenella
Buellia reagenella är en lavart som beskrevs av Elix. Buellia reagenella ingår i släktet Buellia och familjen Physciaceae.   Inga underarter finns listade i Catalogue of Life.